# 冥王星大气层

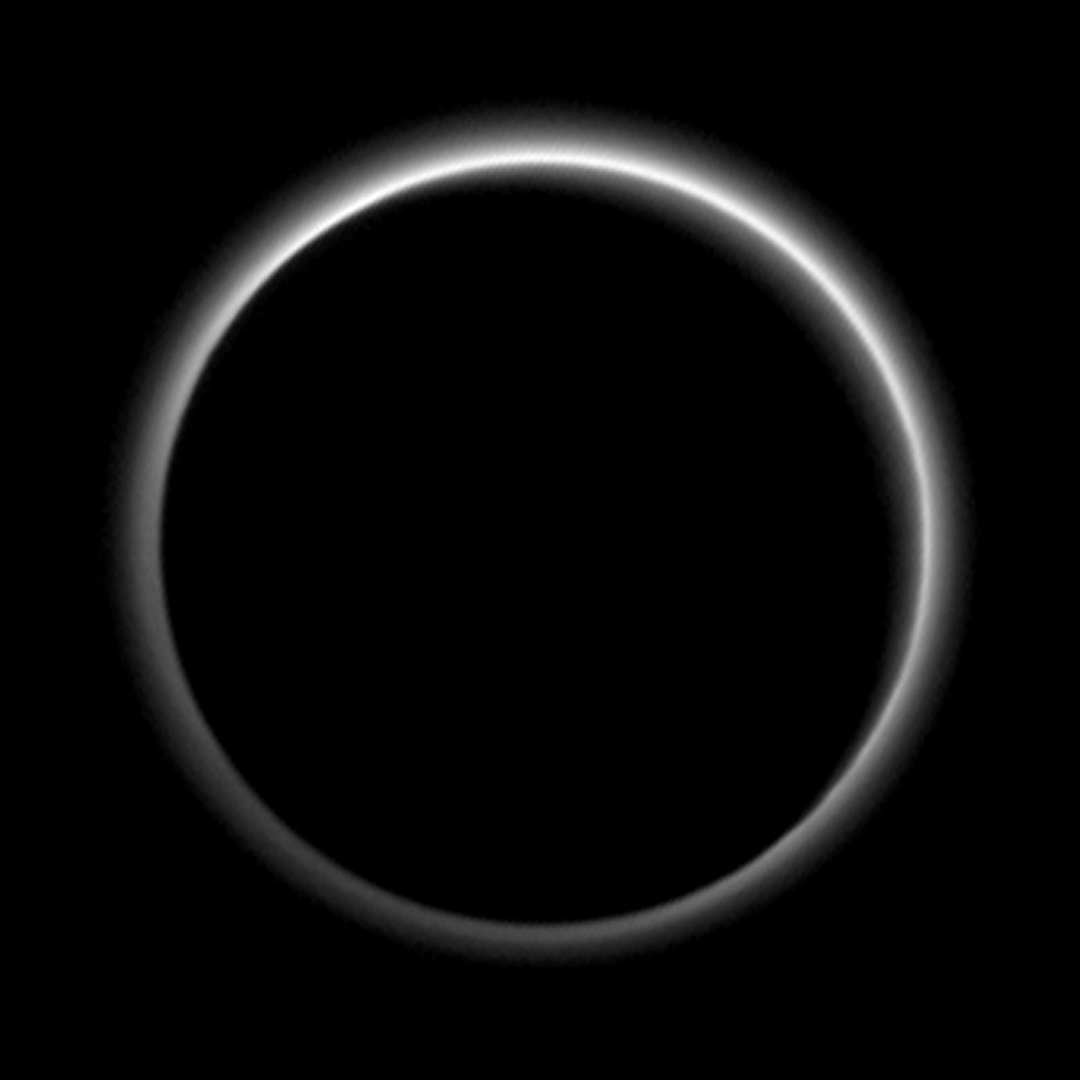
新視野號離開之際拍攝的冥王星，顯示大氣層高度大約80 mi ，而陽光由背後滲出。

冥王星大氣層是冥王星周邊薄薄的氣體層。它的主要成分是氮（N2），次要的成分還有甲烷（CH4）和一氧化碳（CO），這些都與它們在冥王星表面的冰平衡。表面的壓力範圍在6.5至24微巴（0.65至2.4帕），大約是地球大氣壓力的百萬分之一至十萬分之一，遠遠低於地球表面的大氣壓力。預測冥王星的橢圓軌道對它的大氣層主要的影響是：當冥王星遠離太陽時，它的大氣層會逐漸凍結。當冥王星接近太陽時，冥王星固體的表面溫度上升，造成冰的昇華。就像汗水從皮膚表面蒸發時會冷卻身體一樣，冥王星的昇華會造成反溫室效應，使表面冷卻。
存在大氣層中的甲烷是強大的溫室氣體，在冥王星的大氣層創造出溫度反轉，使10公里高處的平均溫度比表面高，達到36K。大氣層較低處的甲烷濃度比上層大氣的含量要高。
儘管冥王星正在遠離太陽，它在2002年的大氣壓（0.3帕斯卡）比1988年還高。因為在1987年，冥王星的北極是120年來首度離開陰影，造成額外的氮開始從冰帽昇華，需要幾十年才能在逐漸進入陰影的南極結冰，凍結成冥王星南極的冰帽。
一些來自大氣層的分子有足夠的能量來克服冥王星微弱的引力逃逸進太空，在那裏他們會被太陽輻射的紫外線電離。當太陽風遇到由離子構成的障礙，它會減緩速度和轉移方向（描繪在紅色的區域），可能在冥王星的前緣形成沖激波。這些離子會被撿拾並隨著太陽風前進，流過矮行星形成離子尾或電漿尾（藍色區域）。新視野號太空船的太陽風分析儀（SWAP）於2015年7月14日最接近冥王星之後，很快地就在這個地區首度進行低能量大氣離子的測量。這些測量將使SWAP的團隊確認冥王星失去大氣層的速率，並反過來洞察冥王星的大氣層和表面的沿革。

## 觀測的歷史

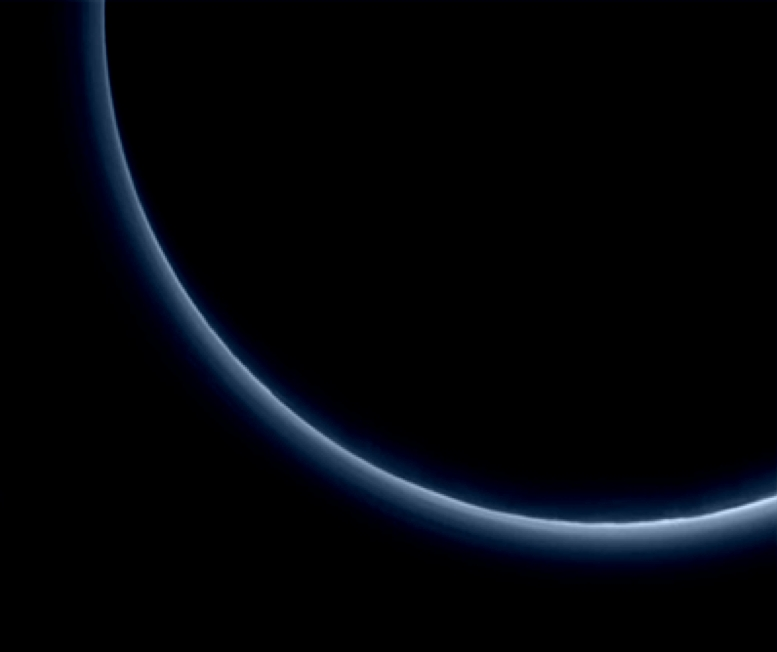
背向陽光的冥王星大氣層。

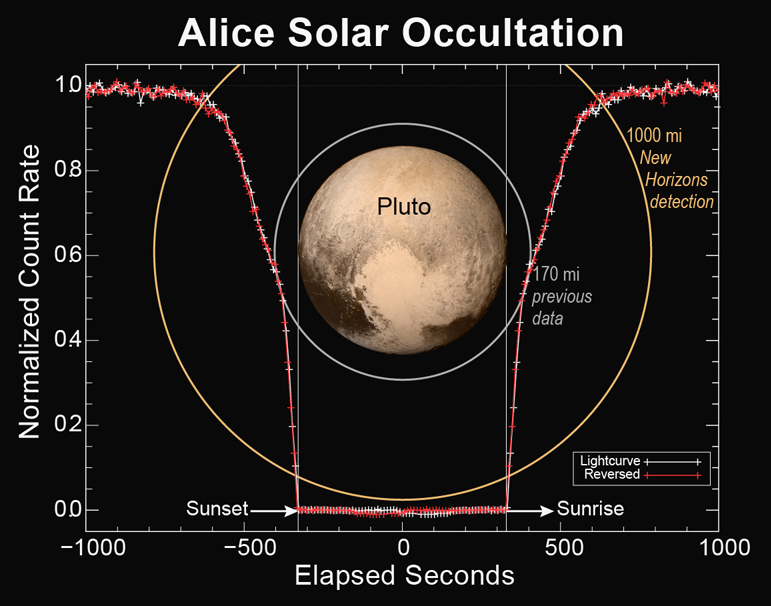
新視野號在日食的情況下檢視冥王星的大氣層。

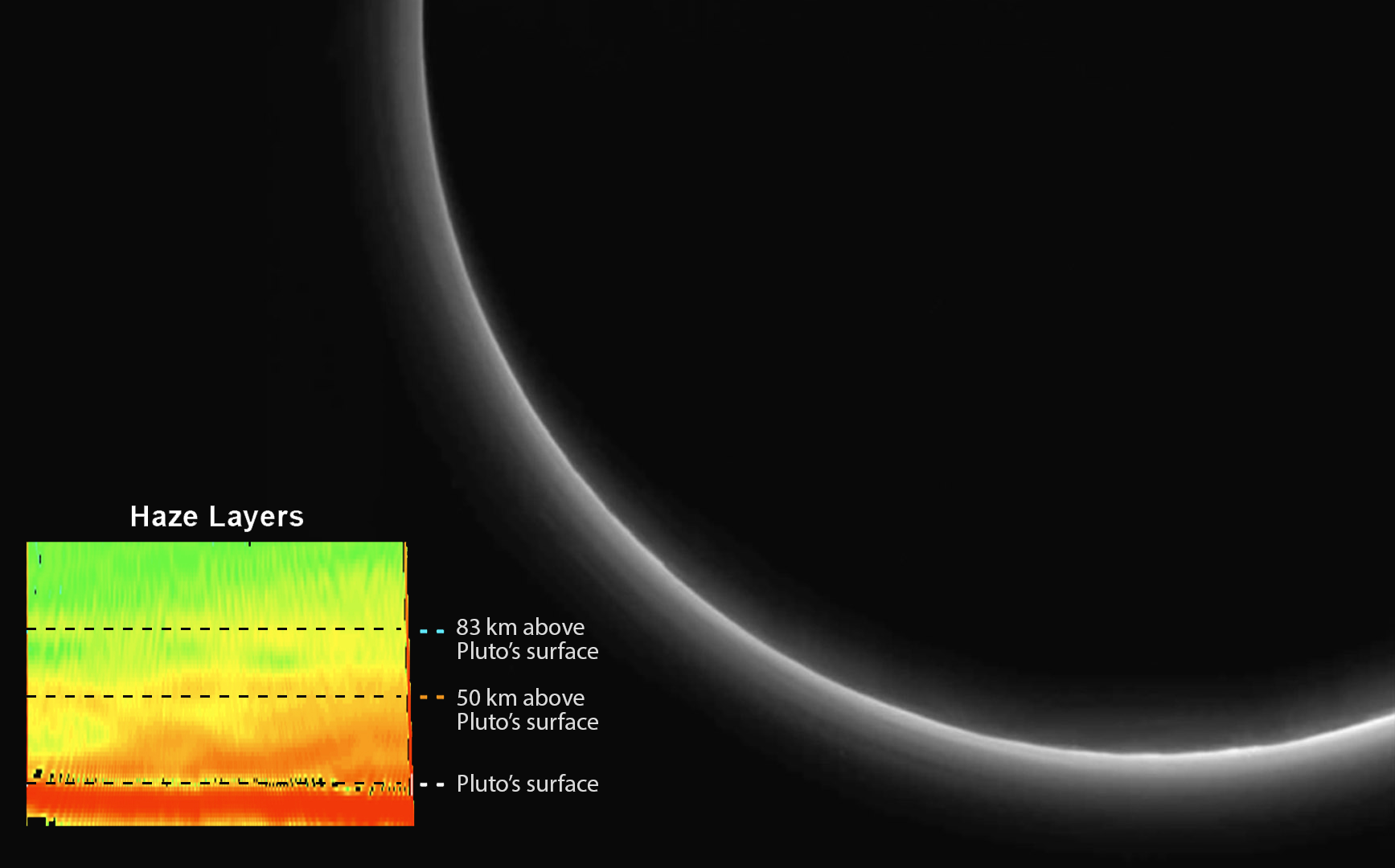
冥王星的大氣有數層陰霾。

1985年，以色列WISE天文台的Noah Brosch和Haim Mendelson最早提出冥王星有大氣層的證據，然後古柏機載天文台在1988年經由冥王星掩星的觀測予以證實。如果天體沒有大氣層，當從一顆恆星前方過時，恆星會突然的消失，但是冥王星掩星時的星光是逐漸變暗的。依據變暗的速率，大氣壓力被推斷為0.15Pa，大約是地球的1/700,000。

在2002年，由巴黎天文台Bruno Sicardy領導的小組，成員有麻省理工學院的詹姆斯·勒德洛·埃利奧特、威廉士學院的Jay Pasachoff，觀察與分析了另一次的冥王星掩星。即使冥王星離太陽地的距離比1988年遠，估計的大氣壓力是0.3Pa；但是大氣層應該是更冷和更稀薄。對這種差異的一種解釋是，冥王星的極冠是120年來首度走出陰影，造成額外的氮氣層極地冰動的極冠昇華。它要花上幾十年的時間，多餘的氮氣才能在逐漸變暗的南極凍結，在南極形成冰凍的極冠。來自同一項研究資料的峰值，也顯示冥王星大氣層中的風是何種物質的第一個證據。2006年6月12日，MIT-Williams College的L. Elliot、Jay Pasachoff的團隊，和美國西南研究院由Leslie A. Young領導的團隊，在澳大利亞觀測了另一次的冥王星掩星。

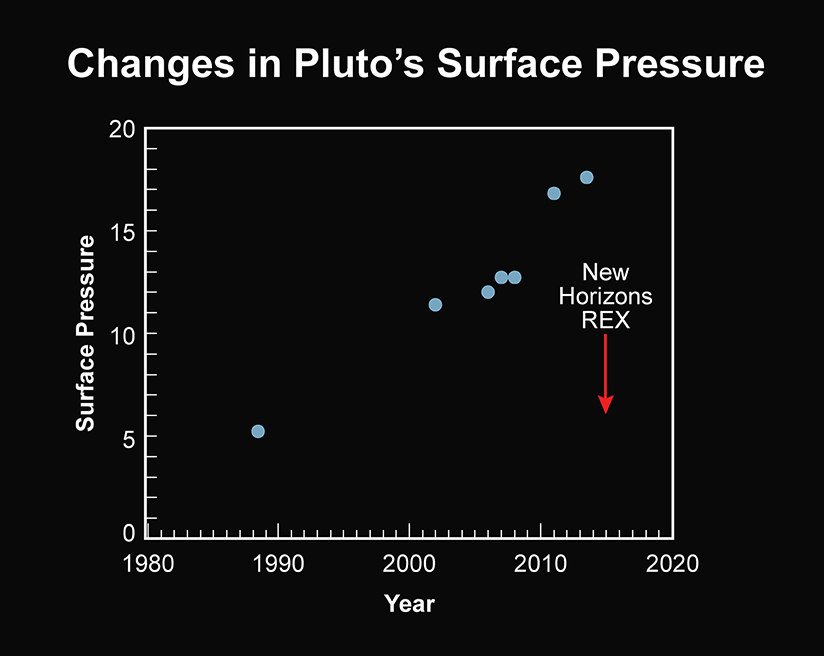
2015年7月14日，新視野號觀察冥王星的大氣壓力。

在2006年，科學家使用SMA計算出冥王星的溫度大約是43 K（−230 °C），然而比預期的低了約10K。
在2006年10月，NASA/Ames Research Center的Dale Cruikshank（新視野號的共同研究員）和他的同事宣布在光譜中發現冥王星的表面有乙烷（C2H6）。這些乙烷是來自冥王星表面冰凍和懸浮在大氣層中的甲烷，因光致離解（光致蛻變）或是輻射分解（即陽光或帶電粒子的化學轉換）而產生的。
在2015年6月29日，冥王星從一顆遙遠的恆星和地球之間通過，它的影子投射在地球上的紐西蘭，NASA的同溫層紅外線天文台（SOFIA，一架機載天文台）在紐西蘭上空研究冥王星的大氣層，預計在2016年7月公布結果。
2015年7月14日，新視野號測量到的冥王星大氣層壓力只有早先地基觀測值的一半。

2015年8月10日，NASA科學家认为模擬結果暗示冥王星大氣層中的氮氣不太可能是由撞擊事件產生的，因此冥王星的氮氣最有可能是在地质构造演化過程中補充的。

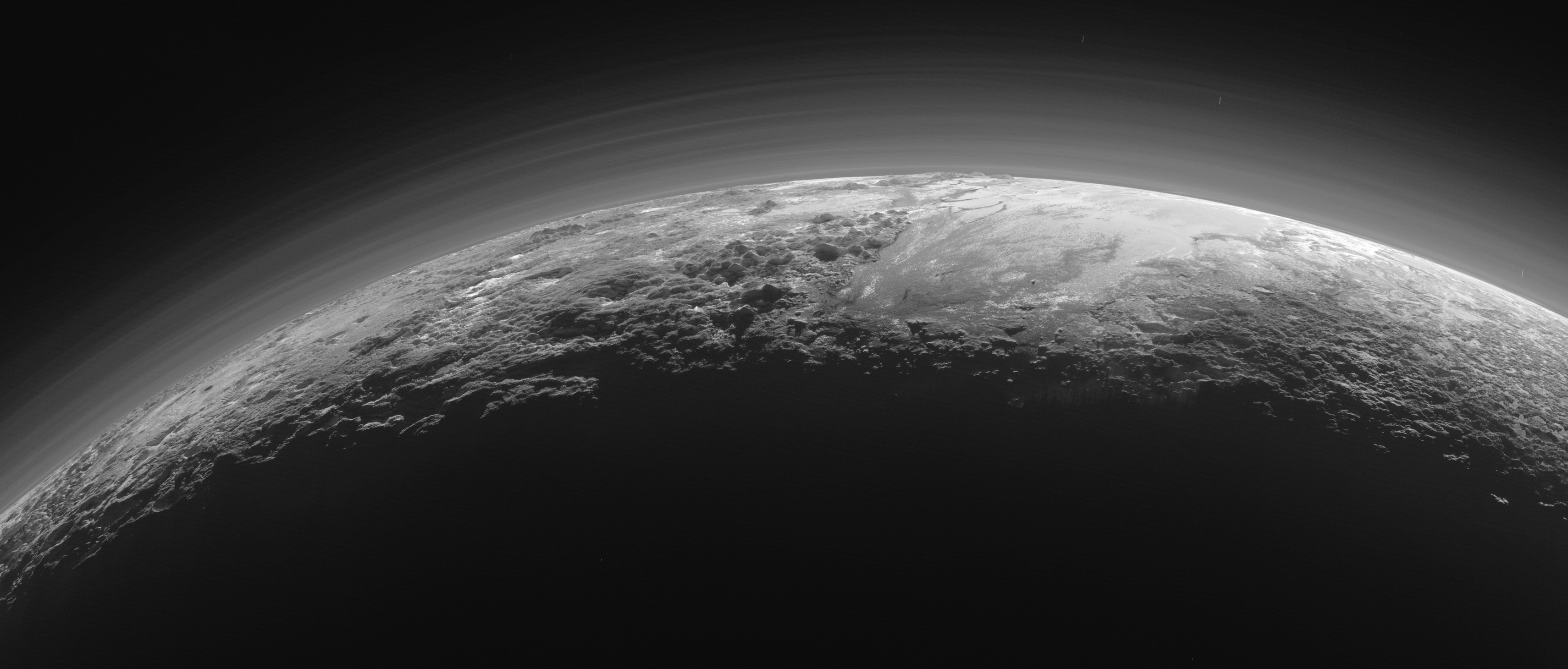
在冥王星的大氣層中看見超過一打的陰霾層。

## 外部連結
- Video (00:17) of Alice occultation (Pluto's atmosphere passes in front of sun) （页面存档备份，存于） (NASA; New Horizons, 14 July 2015).